# El Chavo (personagem)
El Chavo del Ocho (bra: Chaves; prt: Xavier) é um personagem fictício mexicano e protagonista da série de televisão cômica mexicana de mesmo nome. É um órfão de oito anos de idade interpretado por Roberto Gómez Bolaños (1929-2014), e na série animada sua voz é interpretada por Jesús Guzmán. "Chavo" significa "menino" espanhol mexicano coloquial, seu nome verdadeiro é desconhecido.
Em dezembro de 2016, um boato envolvendo o livro El diario del Chavo del Ocho, escrito por Gómez Bolaños em 1995, revelou que seu nome verdadeiro é Rodolfo Pietro Filiberto Raffaelo Guglielmi, porém foi negado por fontes oficiais.

## Criação e aparência

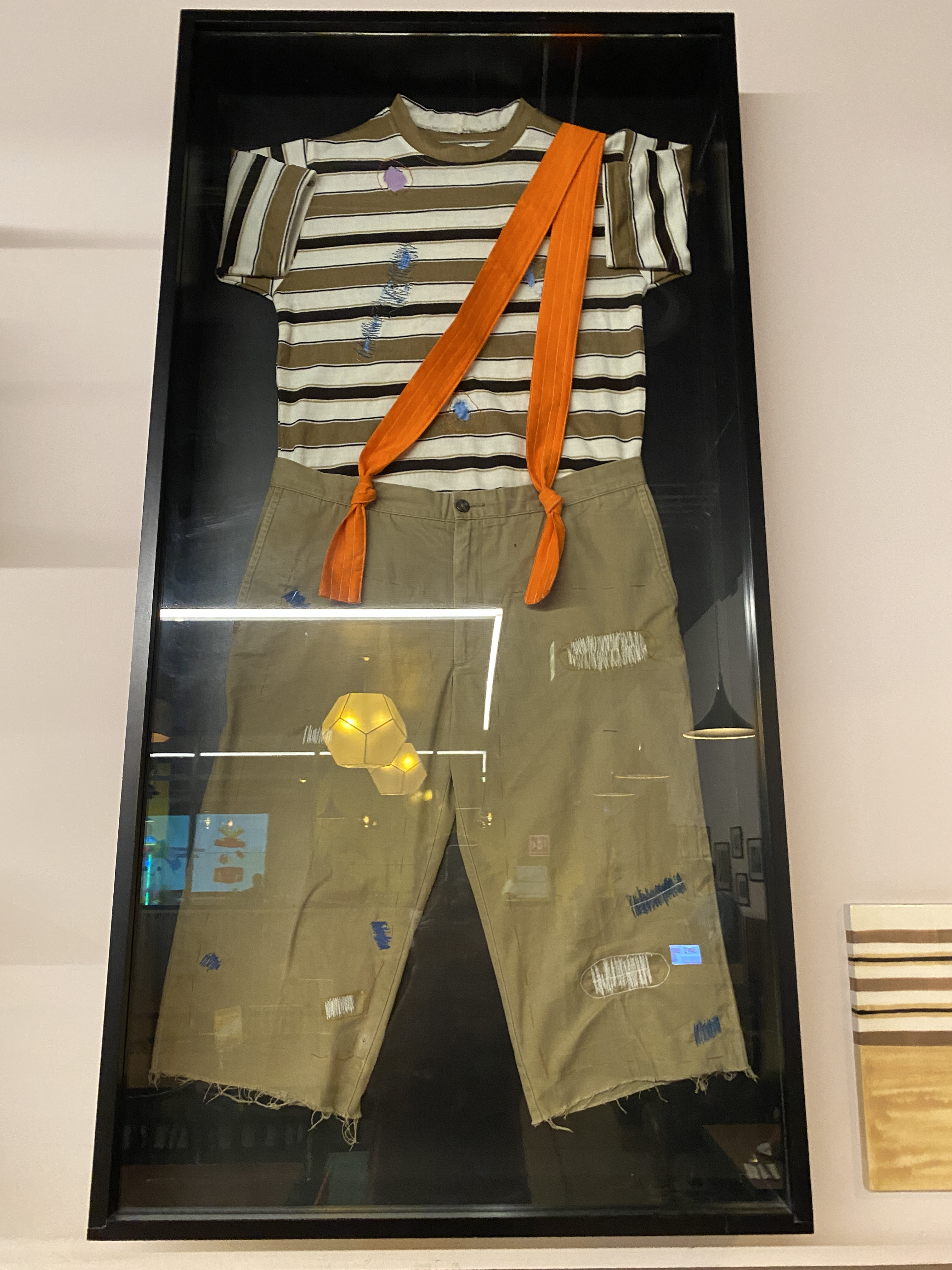
Traje usado por Roberto Gómez Bolaños para caracterizar o personagem.

A inspiração de Roberto para a criação do personagem veio quando ele observou que, em toda a América Latina, ele sempre se deparava com crianças que viviam com dificuldades: não tendo muitas vezes brinquedos ou até mesmo o que comer, mas que eram muito otimistas e encaravam a vida como um grande presente. O figurino de Chaves foi confeccionado por Graciela Fernández, a primeira esposa de Bolaños, e se manteve igual durante toda a série. Chaves é sardento e usa um boné verde xadrez com viseira e protetores de orelha, uma camiseta branca remendada com listras horizontais marrons e amarelas, calça marrom presa por dois suspensórios vermelhos no ombro esquerdo e sapatos que Chiquinha lhe deu, e são pretos com laços amarelos.

### Pistas sobre seu nome
Apesar de sempre ser chamado de Chaves, não é este seu verdadeiro nome, o qual nunca é revelado, devido à interrupções não intencionadas de outros personagens quando está prestes a ser pronunciado. Isso acontece em 4 oportunidades: com o Seu Madruga, Jaiminho, com a Chiquinha e com o Quico. Embora não seja revelado diretamente seu nome, certas cenas deixaram pistas de que se chamaria "Cente" no universo do seriado.
Em um dos episódios do seriado, após esquecer sequentemente os nomes improvisados de um amigo que inventou para a Chiquinha, Chaves projeta o primeiro nome que lhe vem à cabeça [Cente] e depois usa seu mesmo perfil de menino órfão, que adora comer sanduíche de presunto, para o descrever. Em uma oportunidade, quando questionado sobre o nome de seu amigo [Cente], Chaves responde ao Quico que ele tem o mesmo nome que o seu, o que induz o Quico à questionar seu verdadeiro nome. Já em uma cena do episódio "Jaiminho Carpinteiro" de 1984, após entrar chorando irritado no barril, Chaves retruca com a Chiquinha dizendo "eu não sou o Chaves, sou o Cente".